# Jennifer Robertson

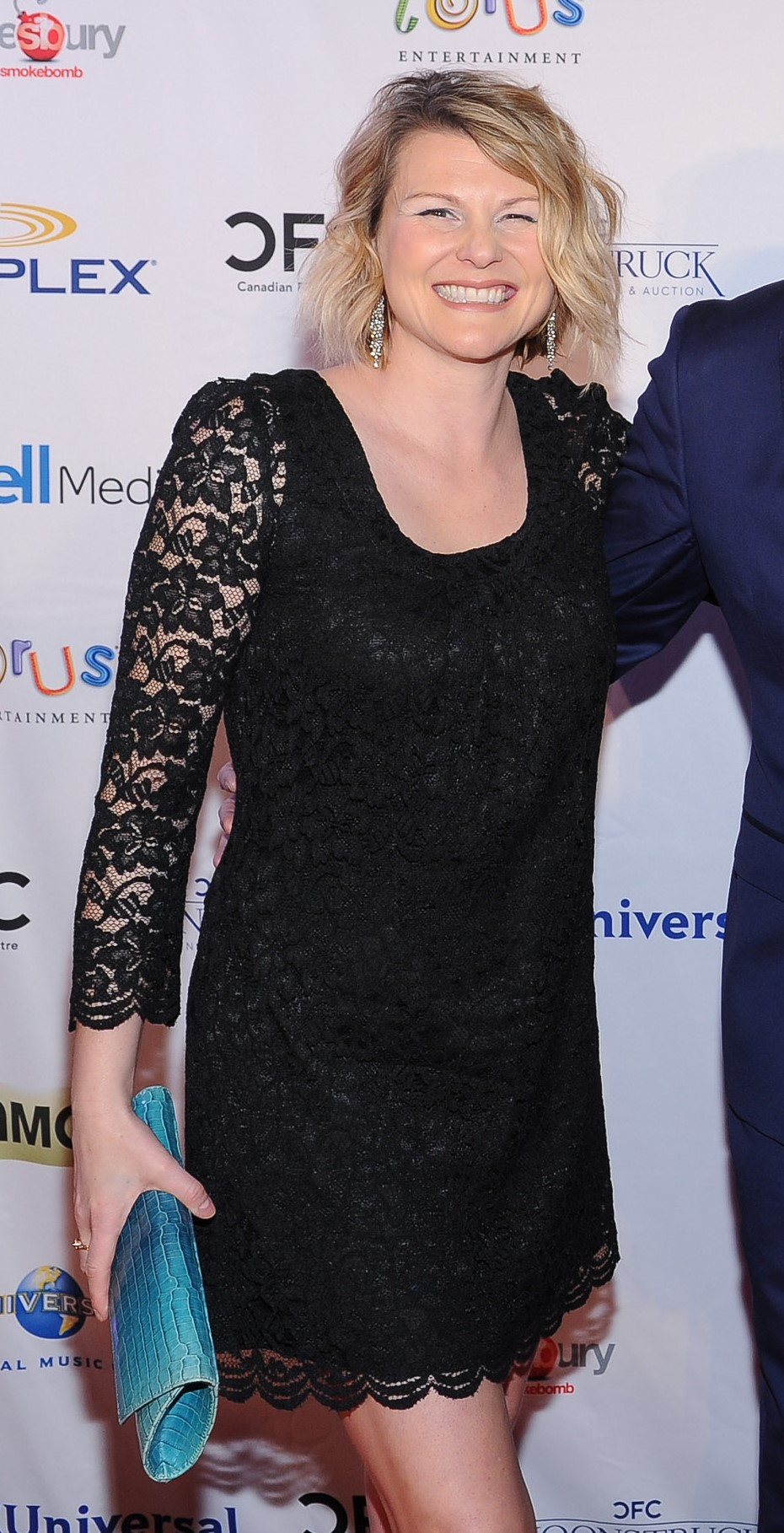
Jennifer Robertson (2016)

Jennifer Robertson (* 17. November 1971 in Vancouver) ist eine kanadische Filmschauspielerin und Drehbuchautorin im Komödien-Segment.

## Leben
Jennifer Robertson ist seit Ende der 1990er Jahre als Gag-Autorin und Darstellerin im kanadischen TV-Comedy tätig. Als Schauspielerin war sie in Zwexies – Die Zwillingshexen zu sehen und in der Serie Highschool Halleluja als Angela Montclaire. Ihre Rolle der Ehefrau Jocelyn Schitt in der Serie Schitt’s Creek ab 2015 brachte ihr diverse Fernsehpreis-Nominierungen ein, darunter viermal der Canadian Screen Award.

## Filmografie (Auswahl)

### Schauspielerin
- 2003–2007: Comedy Inc. (Fernsehserie, 42 Folgen)
- 2005: Zwexies – Die Zwillingshexen (Twitches)
- 2007: Zwexies – Die Zwillingshexen zum Zweiten (Twitches Too)
- 2007: The ½ Hour News Hour (Fernsehserie, 17 Folgen)
- 2010–2012: Highschool Halleluja (Wingin’ It, Fernsehserie, 25 Folgen)
- 2012: Sassy Pants
- 2013: Saving Hope (Fernsehserie, 1 Folge)
- 2015–2020: Schitt’s Creek (Fernsehserie, 66 Folgen)
- seit 2021: Ginny & Georgia (Fernsehserie, 29 Folgen)
- 2022: Der erste Blick, der letzte Kuss und alles dazwischen (Hello, Goodbye and Everything in Between)

### Autorin
- 2002: The Holmes Show (Fernsehserie, 22 Folgen)
- 2003–2007: Comedy Inc. (Fernsehserie, 38 Folgen)